# Edward Overton

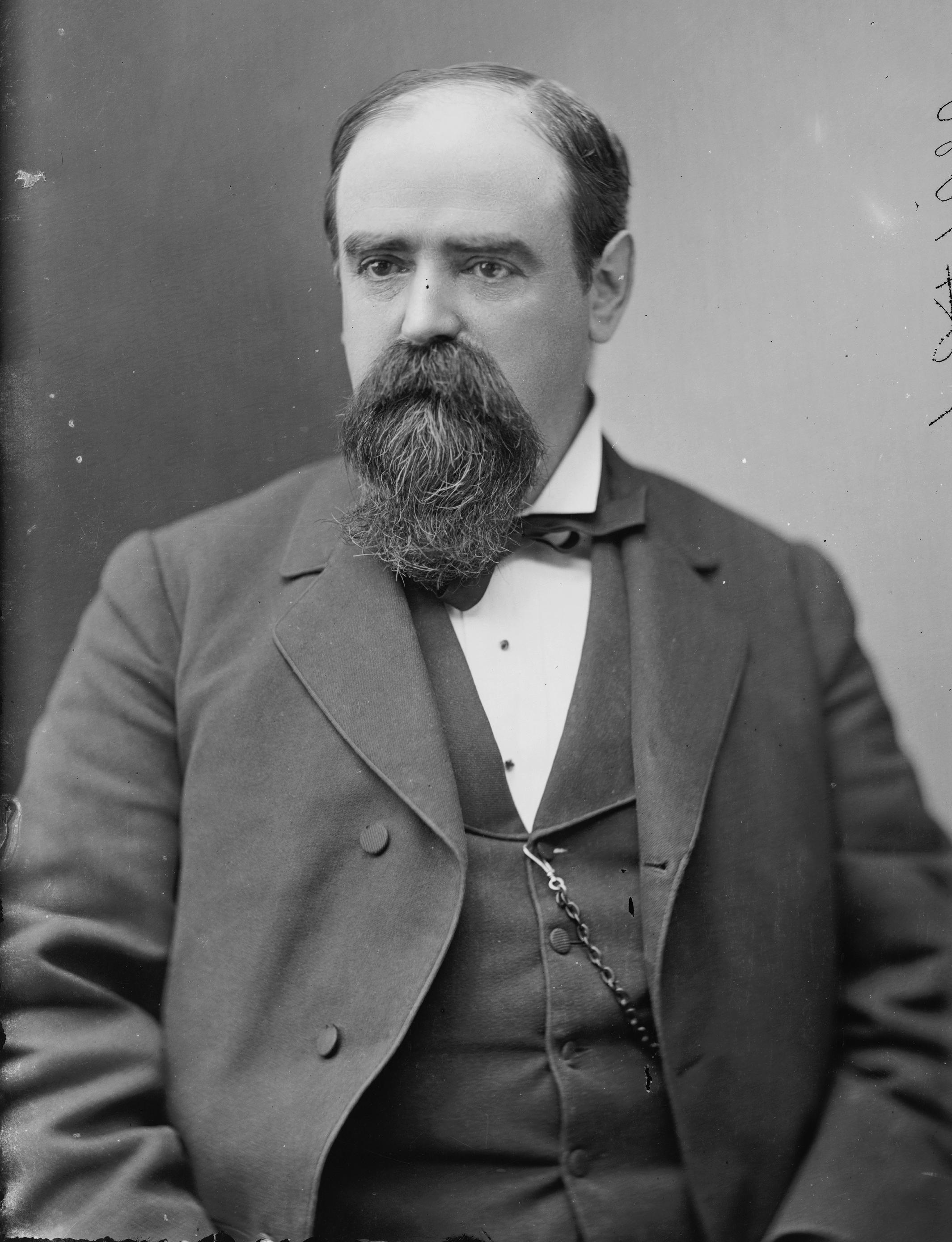
Edward Overton

Edward Overton Jr. (* 4. Februar 1836 in Towanda, Bradford County, Pennsylvania; † 18. September 1903 ebenda) war ein US-amerikanischer Politiker. Zwischen 1877 und 1881 vertrat er den Bundesstaat Pennsylvania im US-Repräsentantenhaus.

## Werdegang
Edward Overton besuchte das Susquehanna Collegiate Institute in Towanda und studierte danach bis 1856 am Princeton College. Nach einem anschließenden Jurastudium und seiner 1858 erfolgten Zulassung als Rechtsanwalt begann er in Towanda in diesem Beruf zu arbeiten. Im Jahr 1861 war er juristischer Vertreter des Bradford County. Zwischen 1861 und 1864 diente er während des Bürgerkrieges in einer Infanterieeinheit aus Pennsylvania, die zum Heer der Union gehörte. Dabei stieg er bis zum Oberstleutnant auf. Von 1867 bis 1876 war er Konkursverwalter (Register in Bankruptcy).
Politisch schloss sich Overton der Republikanischen Partei an. Bei den Kongresswahlen des Jahres 1876 wurde er im 15. Wahlbezirk von Pennsylvania in das US-Repräsentantenhaus in Washington, D.C. gewählt, wo er am 4. März 1877 die Nachfolge des Demokraten Joseph Powell antrat. Nach einer Wiederwahl konnte er bis zum 3. März 1881 zwei Legislaturperioden im Kongress absolvieren. Im Jahr 1880 wurde er von seiner Partei nicht mehr zur Wiederwahl nominiert.
Nach dem Ende seiner Zeit im US-Repräsentantenhaus praktizierte Edward Overton wieder als Anwalt. Außerdem wurde er im Bankgewerbe tätig. Von 1897 bis zu seinem Tod am 18. September 1903 in Towanda war er Präsident der Citizens’ National Bank of Towanda.